# Tanguy (film)
Pour les articles homonymes, voir Tanguy.
Série
Tanguy, le retour
(2019)
Pour plus de détails, voir Fiche technique et Distribution.
Tanguy est une comédie française coécrite et réalisée par Étienne Chatiliez, sortie en 2001.

## Synopsis
À la naissance de Tanguy (Éric Berger), son fils unique, Édith Guetz (Sabine Azéma) lui dit : « Tu es tellement mignon, si tu veux tu pourras rester à la maison toute ta vie. »
À 28 ans, Tanguy est encore chez ses parents. Diplômé de Sciences Po et ancien élève de l'ENS Ulm, enseignant à l'INALCO, préparant une thèse sur l’émergence du concept de subjectivité en Chine ancienne et maîtrisant le chinois et le japonais, il pourrait entièrement s'assumer et quitter le nid familial. Mais il persiste à rester, aimant par-dessus tout ses parents, qu’il décrit comme « intelligents, ouverts, généreux, qui m’ont laissé toute latitude pour faire ce que j’aime ».
Bien qu’ils ne le lui laissent pas voir, ses parents, Paul (André Dussollier) et Édith, sont de plus en plus agacés à l’idée de le voir rester à la maison, qu’il fréquente comme un hôtel, allant ou sortant à n’importe quelle heure ou y ramenant ses conquêtes d’un soir. Cette irritation augmente davantage lorsque Tanguy leur annonce qu’il va retarder sa thèse d’un an au moins. Odile (Hélène Duc), la mère de Paul, prédit quant à elle que « le Pékinois » restera encore de longues années à leurs crochets et leur reproche leur manque de fermeté. Édith consulte régulièrement un psychiatre pour lui expliquer ses rêves de meurtre ou de mutilation envers son fils.
La première technique mise en œuvre par ses parents consiste à le dégoûter de la maison, afin qu’il parte de lui-même. Ils jettent ou abîment des vêtements lui appartenant, le père dévisse sournoisement une vis de la barre de seuil de la salle de bains pour qu’il se blesse en marchant pieds nus, la mère cache des aliments défraîchis pour rendre l’odeur de sa chambre désagréable et réquisitionne la pièce qu’il utilisait comme bureau, pour le contraindre à rester dans sa chambre. En outre, elle fait un maximum de bruit dans la maison lorsqu’il travaille, ou coupe intempestivement l’électricité lorsqu’il rédige sa thèse sur son ordinateur. Tanguy ne se décourage pas et, au cours d’une conversation avec sa grand-mère, il évoque la piètre opinion qu’il a de la vie en solitaire, comparant la tristesse de vie d’un ami récemment installé en appartement avec ce qu’il considère comme son « bonheur de tous les jours » auprès de ses deux parents.
Passant à la vitesse supérieure, Paul et Édith tentent de lui gâcher également ses nuits : Paul prétexte des insomnies pour le rejoindre en pleine nuit pour bavarder. Ils sèment la zizanie dans sa vie amoureuse, en faisant comprendre aux filles qu’il ramène à la maison que c’est un Don Juan. Édith provoque ainsi la rupture entre Tanguy et sa copine Marguerite, sans savoir qu’ils faisaient des projets sérieux de vie commune et comptaient s’installer ensemble. Loin d’en vouloir à sa mère, Tanguy la remercie pour lui avoir permis de mettre fin à cette relation qui l’effrayait par rapport à son ambition dans la vie.
Alors qu’il avait toujours refusé catégoriquement cette idée, Paul se résigne finalement à payer un appartement à Tanguy. Après de longues discussions, celui-ci accepte et opte pour un appartement dans un quartier asiatique du 13e arrondissement. La joie est de courte durée pour les parents car hormis les coups de téléphone incessants pour rester en contact avec eux, chaque nuit il est en proie à des crises d’angoisse et de tétanie et finit à l’hôpital. L’ayant pris en pitié, Édith consent à le reprendre à la maison.
Se montrant désormais sous un autre jour, Paul édicte un règlement très sévère, qualifié par Tanguy d’« une discipline toute militaire » et régissant leurs relations à la maison désormais, comme l’obligation de ranger sa chambre ou encore l’interdiction de répondre à ses parents. Il trouve également un boulot pour Tanguy, consistant à donner des cours particuliers à un élève en classe préparatoire aux grandes écoles.
Lorsque ses parents découvrent qu’en cumulant sa bourse de recherche, ses cours dans l'enseignement supérieur et les cours particuliers qu’il donne, Tanguy gagne au moins 25 000 francs par mois (≈ 3 800 euros), ils l’expulsent brutalement de la maison. Tanguy les assigne au tribunal et remporte son procès, son avocat s’appuyant sur l’article 203 du Code civil, invoquant l’obligation pour les parents d’entretenir leur descendance.
Les relations deviennent explosives lorsque Tanguy réintègre à nouveau la maison familiale, Paul hurlant perpétuellement sur son fils, lequel ne se démonte pas et utilise la sagesse des multiples proverbes chinois qu’il connaît pour garder un calme à toute épreuve. Les parents décident alors de l’humilier en transformant sa chambre en chambre d’enfant, remplaçant son lit par un lit de bébé, surmonté d’un mobile. Sa mère vient perturber ses cours pour chercher à le ridiculiser devant ses élèves, puis y participe en tant qu’élève et finit même par coucher avec l’un des élèves de la classe. Contre les attentes de ses parents, Tanguy n’est aucunement heurté par l'un ou l'autre de ces actes et pardonne à sa mère sans arrière-pensée.
Alors que Paul, à bout de nerfs, venait de recruter quelques gros bras pour « casser la gueule » à son fils, il apprend que celui-ci a finalement quitté la maison, laissant derrière lui une lettre où il remercie généreusement ses parents. Leur joie est à nouveau de courte durée puisque quasiment simultanément la grand-mère Odile fait une chute dans sa salle de bains et, devant bénéficier d’une rééducation de plusieurs mois, signale à Paul et Édith l’existence de l’article 205 du Code civil, « le même que le 203… mais pour les vieux ».
Dix mois plus tard, Paul et Édith reçoivent une lettre de Tanguy, les invitant à lui rendre visite à Pékin, où il s’est marié avec une Chinoise, avec laquelle il attend un enfant. Constatant que dans cette famille chinoise vivent sous le même toit tant les parents que les grands-parents de la jeune femme, Odile aura le mot de la fin et, se tournant vers Paul, déclarera qu’elle se réjouit de voir « des gens qui assument leur famille, pas comme d’autres ».

## Fiche technique
Sauf indication contraire, les informations mentionnées dans cette section peuvent être confirmées par la base de données cinématographiques IMDb,  présente dans la section « Liens externes ».
- Titre original : Tanguy
- Réalisation : Étienne Chatiliez
- Scénario : Étienne Chatiliez et Laurent Chouchan, d'après une idée originale de Yolande Zauberman
- Musique : Pascal Andreacchio
- Décors : Stéphane Makedonsky
- Costumes : Élisabeth Tavernier et Khadja Zeggaï
- Photographie : Philippe Welt
- Son : Dominique Dalmasso, Jean Umansky, Jean-Paul Hurier, Sophie Chiabaut, Stéphane Brunclair
- Montage : Catherine Renault
- Production : Charles Gassot
- Sociétés de production[1] : Les Productions du Champ Poirier, TF1 Films Production, TPS Cinéma et Téléma
- Sociétés de distribution : UGC Fox Distribution (France) ; Filmcoopi Zürich (Suisse romande) ; Les Films de l’Élysée (Belgique)[2]
- Budget : 16,74 millions d’ €[3]
- Pays de production :  France
- Langues originales : français, japonais, mandarin
- Format[4] : couleur - 35 mm - 1,85:1 (Panavision) - son DTS | Dolby Digital
- Genre : comédie
- Durée : 108 minutes
- Dates de sortie[5] :
  - France, Suisse romande : 21 novembre 2001[6]
  - Belgique : 5 décembre 2001[7]
  - Québec : 15 mars 2002[réf. souhaitée]
- Classification[8] :
  - France : tous publics [9]
  - Belgique : tous publics (Alle Leeftijden)[7]
  - Suisse romande : interdit aux moins de 12 ans[10]

## Distribution
- Sabine Azéma : Édith Guetz
- André Dussollier : Paul Guetz
- Éric Berger : Tanguy Guetz
- Patrick Bouchitey : l'interne
- Hélène Duc : Odile Guetz, la grand-mère de Tanguy, mère de Paul
- Philippe Gildas : lui-même
- Eddy Mitchell : lui-même au restaurant
- Jean-Paul Rouve : Bruno Lemoine
- André Wilms : le psychiatre
- Tatiana Gousseff : la fille du psychiatre
- Jacques Boudet : le juge
- Tony Gaultier : Dur n°1
- Tony D'Amario : Dur n°2
- Jezabel Carpi : l'hôtesse à l'aéroport
- Aurore Clément : Carole
- Thomas Derichebourg : Frédéric
- Julie Fournier : Nathalie
- Richard Guedj : Patrick
- Annelise Hesme : Marguerite
- Jean-Pierre Jorris : Delerme
- Sachi Kawamata : Kimiko
- Nathalie Krebs : Noëlle Sapin
- Jean-Michel Lahmi : le poissonnier
- Philippe Laudenbach : Maître Badinier
- Niels Dubost : Paul Guetz (jeune)
- Sandrine Le Berre : Edith Guetz (jeune)
- Emmanuelle Lepoutre : Ingrid
- Christiane Millet : Irène
- Anthony Paliotti : Fabien
- Patrice Thibaud : Henri
- Francia Séguy : la vieille dame aux jardins du Luxembourg
- Bunny Schpoliansky : Nora
- Delphine Serina : Sophie
- Arlette Thomas : Philomène
- Roger Van Hool : Philippe
- François Vincentelli : Cyril
- Didier Caron : Docteur Paul
- Jiang Hong : Mei Lin
- Zhenhuan Xiao : la mère de Mei Lin
- Hongwu Wang : le père de Mei Lin
- Shuxian Li : la grand-mère de Mei Li
- Tian Fenglai : le grand-père de Mei Li
- Patrick Tesson (voix)
- Ruth Elkrief : la journaliste à la télévision
- Dorothée Blanck : une invitée (non crédité)
- Antoine Valli : un invité (non crédité)
- Joakim Latzko : un adolescent avec une sacoche (non crédité)

## Production

### Tournage
Le tournage a lieu :
- à Paris, dans les 1er et 13e arrondissements, ainsi qu'à Beaubourg et à la brasserie Lipp dans le 6e arrondissement[11],
- à Pékin et la Grande Muraille en Chine[12].

L'appartement avait été créé de toutes pièces dans les étages supérieurs d'un immeuble désaffecté des années 1960.

## Accueil

### Box-office
- Box-office France : 4 310 477 entrées
- Box-office Allemagne : 276 674 entrées

## Distinctions

### Nominations
- Césars 2002[13],[14] :
  - Meilleur acteur pour André Dussollier,
  - Meilleur jeune espoir masculin pour Éric Berger.

## Autour du film

### Suite
Une suite sort, le 10 avril 2019, sous le titre Tanguy, le retour, du même réalisateur. Sabine Azéma, André Dussollier et Éric Berger y reprennent leurs rôles, ainsi qu'Annelise Hesme. En revanche, Gaspard Proust reprend le personnage de Bruno à la place de Jean-Paul Rouve et Frédérique Tirmont celui de Carole en remplacement d'Aurore Clément. Mei Lin est également interprétée par une actrice différente : Weiting Chao au lieu de Jiang Hong.

### Postérité
Ce film a mis en évidence un phénomène jusqu'alors peu étudié, au point que le prénom Tanguy est utilisé désormais dans le langage pour désigner un jeune adulte qui se complaît à vivre chez ses parents : le phénomène Tanguy.